# 橡皮推翻了滿清
《橡皮推翻了滿清》是中華民國作家藍弋于2012年12月出版的著作，秀威資訊出版，獲第37屆金鼎獎最佳非文學圖書獎。

## 内容大纲
书中以19世纪末的国际橡胶贸易为背景，探讨了经济危机对晚清政权的冲击。